# Stevie Bass
Munteanu Laurentiu, cu numele de scenă Stevie Bass, este un artist reggae component al trupei The Rooftop și fost membru fondator al trupei El Negro
Născut în 1977, în orașul Ploiesti.